# Fengjie
Fengjie (en chino, 奉节; pinyin, Fèngjié) es un condado bajo la administración del municipio de Chongqing, en el centro de la República Popular China. Se ubica a a unos kilómetros arriba de la presa de las tres gargantas más exactamente a 31°03′N y 109°31′E. Su área es de 4098 km² y su población en 2007 era de 1 millón.

## Administración
La ciudad-condado de Fengjie se divide en 16 poblados, 10 villas ,368 pueblos y 16 juntas.

## Geografía
El condado Fengjie está ubicado en el noreste de Chongqing, limitando con Wushan al este , la provincia de Hubei al sur, al oeste con el condado Yuyang y al norte con el condado Wuxi.

## Economía
El área de tierra cultivada es de 58 933 ha. y con una superficie per cápita de 0,85mu. La economía esta en el puesto 25 de 40 en la municipalidad de Chongqing. En 2007, el ingreso neto per cápita de los campesinos en Fengjie fue de 2717 yuanes.
La mano de obra migrante constituye también una parte importante del ingreso familiar para los residentes rurales locales. En algunas familias, todos los miembros son trabajadores migrantes. Sus principales ocupaciones en las áreas urbanas cubren el funcionamiento de restaurantes, comercio minorista y las empresas privadas.
La agricultura juega un papel principal en la economía del condado, los principales cultivos en la zona son arroz, maíz, papa, camote, plantas , vegetales y animales como cerdos, ovejas, aves y pescado.
Aparte de la agricultura convencional, los cultivos comerciales también se lleva a cabo, tales como el cultivo del tabaco, naranjas, algodón, nueces y la cría de gusanos de seda.

## Clima
La ciudad dispone de varios climas de acuerdo la altitud del terreno. El clima medio de la ciudad es de , a 600 m es de 16 °C, de 600m a 1000m es de 16 °C-13 °C, de 1000m a 1400 es de 13 °C-10 °C y más de 1400m es menor de 10 °C.
La temperatura extremas son de 40 °C y la más baja de -9 °C. 
Con 287 días, libre de niebla , la precipitación media anual es de 1132 mm con 1639 horas de sol.
| Parámetros climáticos promedio de Fengjie (1971−2000) | Parámetros climáticos promedio de Fengjie (1971−2000) | Parámetros climáticos promedio de Fengjie (1971−2000) | Parámetros climáticos promedio de Fengjie (1971−2000) | Parámetros climáticos promedio de Fengjie (1971−2000) | Parámetros climáticos promedio de Fengjie (1971−2000) | Parámetros climáticos promedio de Fengjie (1971−2000) | Parámetros climáticos promedio de Fengjie (1971−2000) | Parámetros climáticos promedio de Fengjie (1971−2000) | Parámetros climáticos promedio de Fengjie (1971−2000) | Parámetros climáticos promedio de Fengjie (1971−2000) | Parámetros climáticos promedio de Fengjie (1971−2000) | Parámetros climáticos promedio de Fengjie (1971−2000) | Parámetros climáticos promedio de Fengjie (1971−2000) |
| Mes                                                   | Ene.                                                  | Feb.                                                  | Mar.                                                  | Abr.                                                  | May.                                                  | Jun.                                                  | Jul.                                                  | Ago.                                                  | Sep.                                                  | Oct.                                                  | Nov.                                                  | Dic.                                                  | Anual                                                 |
| ----------------------------------------------------- | ----------------------------------------------------- | ----------------------------------------------------- | ----------------------------------------------------- | ----------------------------------------------------- | ----------------------------------------------------- | ----------------------------------------------------- | ----------------------------------------------------- | ----------------------------------------------------- | ----------------------------------------------------- | ----------------------------------------------------- | ----------------------------------------------------- | ----------------------------------------------------- | ----------------------------------------------------- |
| Temp. máx. media (°C)                                 | 8.1                                                   | 10.2                                                  | 14.8                                                  | 21.1                                                  | 25.1                                                  | 27.9                                                  | 31.1                                                  | 32.0                                                  | 26.4                                                  | 20.7                                                  | 15.4                                                  | 9.9                                                   | 20.2                                                  |
| Temp. mín. media (°C)                                 | 2.9                                                   | 4.4                                                   | 7.8                                                   | 13.0                                                  | 17.0                                                  | 20.3                                                  | 23.0                                                  | 23.1                                                  | 19.0                                                  | 14.0                                                  | 9.2                                                   | 4.7                                                   | 13.2                                                  |
| Precipitación total (mm)                              | 15.5                                                  | 22.0                                                  | 49.3                                                  | 95.8                                                  | 151.4                                                 | 176.5                                                 | 192.5                                                 | 123.1                                                 | 149.0                                                 | 111.4                                                 | 46.5                                                  | 18.1                                                  | 1151.1                                                |
| Días de precipitaciones (≥ 0.1 mm)                    | 7.3                                                   | 7.7                                                   | 11.5                                                  | 14.5                                                  | 15.5                                                  | 14.3                                                  | 14.0                                                  | 11.8                                                  | 12.7                                                  | 12.8                                                  | 9.9                                                   | 7.4                                                   | 139.4                                                 |
| Fuente: Weather China                                 |                                                       |                                                       |                                                       |                                                       |                                                       |                                                       |                                                       |                                                       |                                                       |                                                       |                                                       |                                                       |                                                       |

## Cultura Popular
- Naturaleza Muerta Película de 2006 ambientada en este distrito.